# C++/CLI
C++/CLI(씨 플러스 플러스 / 공통 언어 기반)은 Managed Extensions for C++ 대신 사용하기 위해 고안된 마이크로소프트사의 언어 규격이다. 예전의 Managed C++(MC++) 구문을 단순화하였으므로 Managed C++에 비해 코드를 더 읽기 쉽고 명확하게 이해할 수 있다. 현재 비주얼 스튜디오 2005, 2008(익스프레스 에디션 포함), 2010에서 사용할 수 있다.

## 구문 변화
C++/CLI는 __gc, __value와 같은 비표준 키워드를 사용하는 Managed C++이 아닌 그 자체를 언어로 생각해야 한다. 이 때문에 특히 닷넷 특화 기능 추가와 더불어 애매한 식별자와 관련한 몇 가지 주된 구문 변화가 있다.
C++의 여러 버전의 new 연산자와 같은 서로 충돌하는 수많은 구문들이 나뉘어 있다: C++/CLI에서 닷넷 참조형은 gcnew라는 새로운 키워드로 만들어진다. 또, C++/CLI는 공통 개념을 도입하였다. (개념적으로 unmanaged C++ 템플릿과 비슷하지만 기능 면에서 매우 다르다)

## 같이 보기
- C++
- C#